# Musikåret 1884

## Händelser
- 10 januari – I Milano spelas Giuseppe Verdis opera Don Carlos för första gången i fyra akter [1].
- 30 december – Anton Bruckners Symfoni nr 7 uruppförs i Leipzig under ledning av Arthur Nikisch.

## Födda
- 30 januari – Gustaf Hedström, svensk operettsångare, skådespelare och sång- och talpedagog.
- 17 februari – Adolf Niska, svensk operettsångare, skådespelare, manusförfattare och regissör.
- 22 februari – York Bowen, brittisk tonsättare och pianist.
- 5 juni – Ralph Benatzky, österrikisk tonsättare.
- 27 juni – Josef Norman, svensk operettsångare och skådespelare.
- 1 september – Sigurd Wallén, svensk skådespelare, sångare, manusförfattare och regissör.
- 17 november – James Westheimer, svensk operasångare och skådespelare.
- 30 november – Ture Rangström, svensk tonsättare.

## Avlidna
- 12 maj – Bedřich Smetana, 60, tjeckisk tonsättare, pianist och dirigent.
- 5 juli – Victor Massé, 62, fransk tonsättare.
- 31 augusti - Lovisa Charlotta Biörck, 85, svensk violinist.

## Klassisk musik
- Robert Fuchs – Symfoni nummer 1 i C[2]

### Fotnoter
1. ↑  ”San Diego Opera”. Arkiverad från originalet den 4 juni 2011. https://web.archive.org/web/20110604034523/http://sdopera.com/Operapaedia/DonCarlo. Läst 24 mars 2011.
2. ↑  ”Preface to Score of Fuchs Symphony No. 1”. Arkiverad från originalet den 23 september 2006. https://web.archive.org/web/20060923090351/http://www.musikmph.de/musical_scores/prefaces/F-L/fuchs_sym1.html. Läst 25 mars 2009.